# Fiescheralp
Fiescheralp, také zvaný Kühboden, je lokalita v obci Fiesch v okrese Goms v německy mluvící část kantonu Valais (německy Wallis) ve Švýcarsku. Nachází se ve výšce 2212 metrů nad mořem, na malé plošině asi 200 metrů nad hranicí lesa nad obcí Fiesch. Je spravován obcí Fiesch. Hranice s obcí Lax je na západ od střediska. Fiescheralp je na Seznamu světového dědictví UNESCO - oblast Švýcarské Alpy Jungfrau-Aletsch. V zimě je Fiescheralp součástí lyžařského areálu Aletsch Arena.

## Dopravní spojení

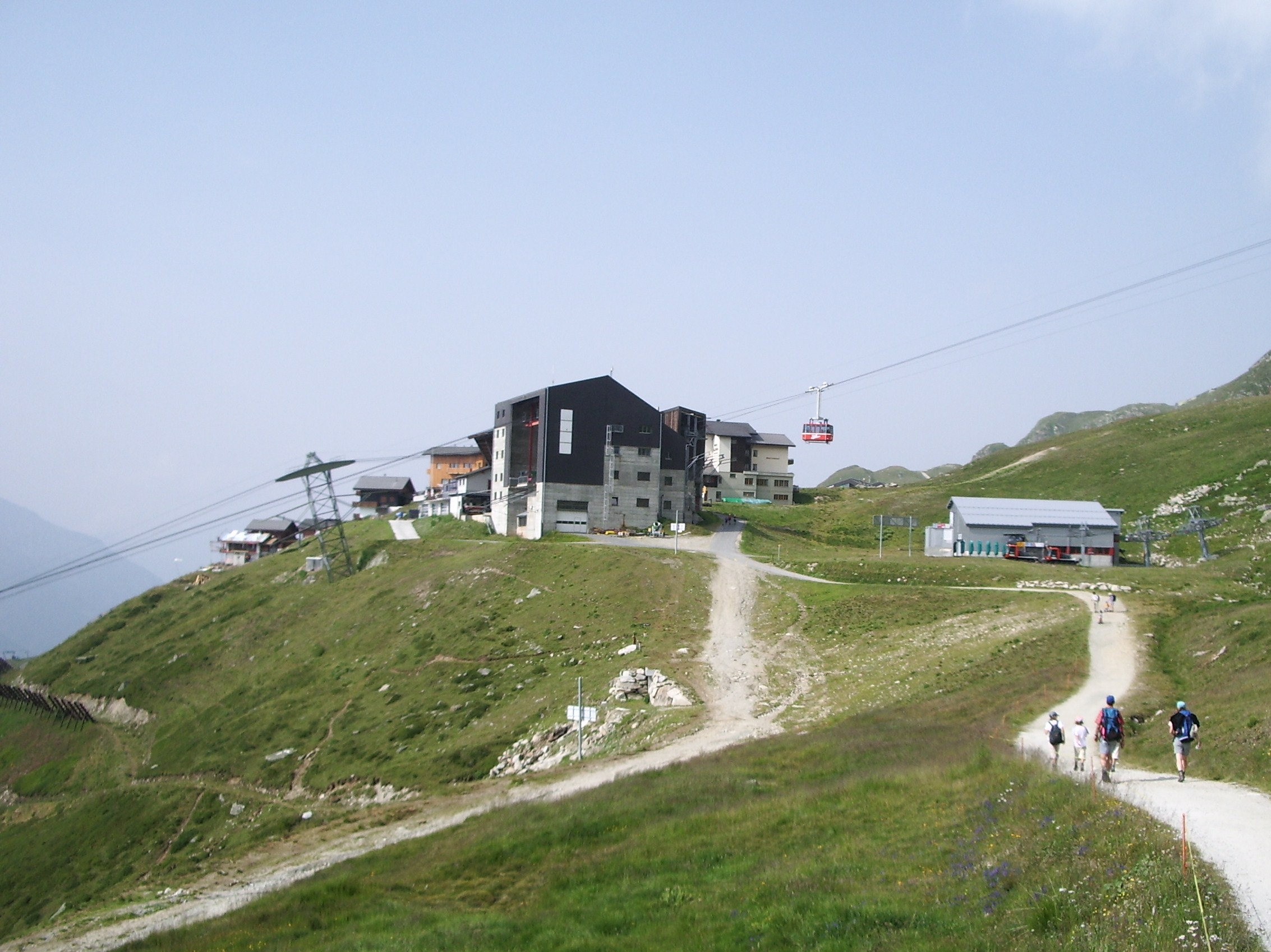
Stanice lanovky na Eggishorn

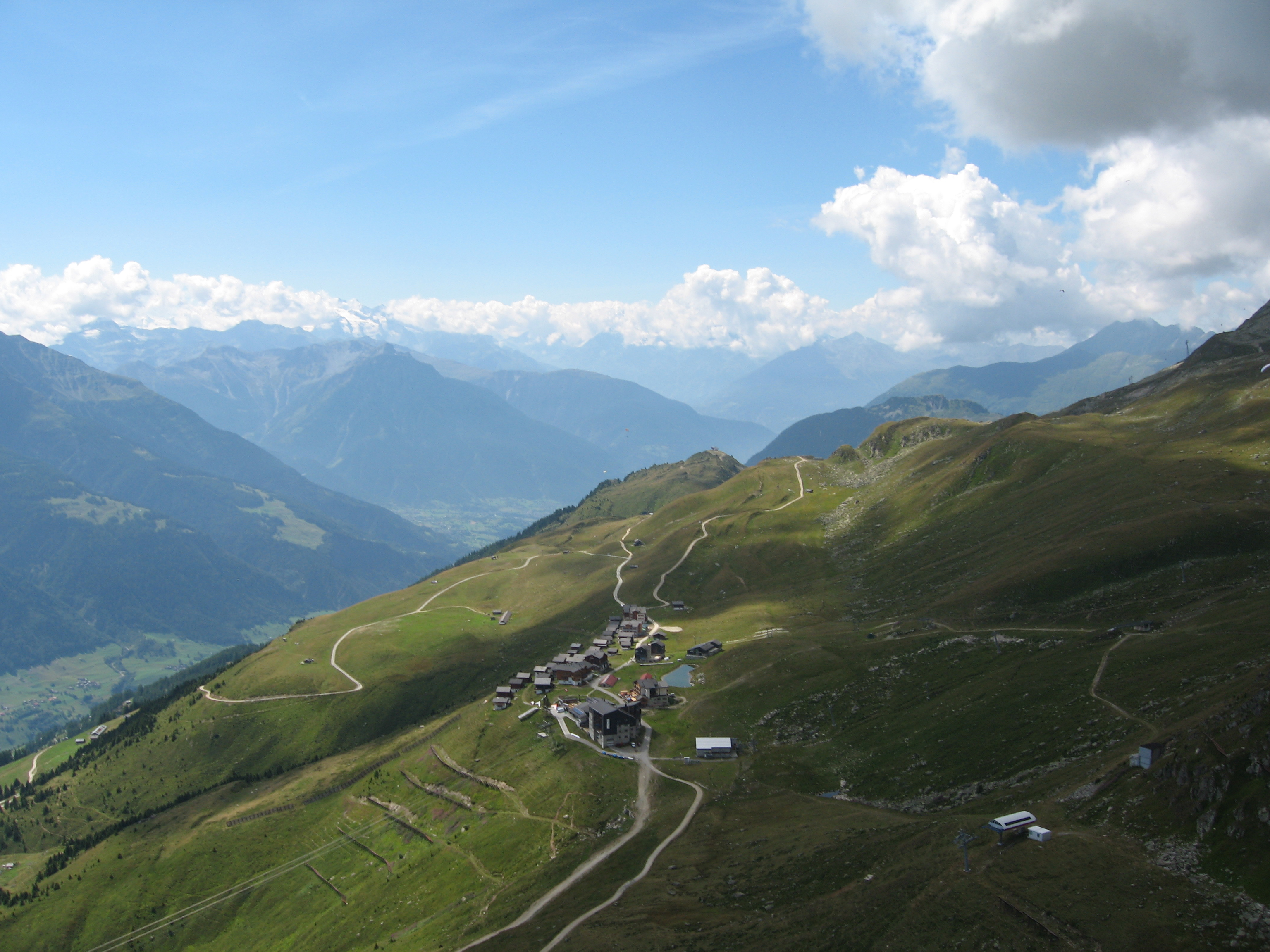
Fiescheralp ze vzduchu

V Fiescheralp, stejně jako v dalších střediscích Riederalp a Bettmeralp, které leží západněji, je vyloučen provoz automobilů. Přístupný je kabinovou lanovkou Fiesch - Fiescheralp - Eggishorn, jejíž dolní stanice je ve výšce 1061 metrů nad mořem. Horní stanice lanovky na Eggishorn je výšce 2869 metrů nad mořem u vrcholu Fiescherhorli.